# Ellersieker Bach
Der Ellersieker Bach, auch „Erlensieker Bach“ oder „Ellersiek“ bzw. „Erlensiek“, ist ein rechter  Nebenfluss der Werre in Herford im Nordosten des deutschen Bundeslandes Nordrhein-Westfalen. Das Gewässer gehört zum Flusssystem der Weser und entwässert einen kleinen Teil des Ravensberger Hügellandes.